# Ноев ковчег
Ноев ковчег в Стария завет на Библията (Битие 6-9 глава) е голям кораб („ковчег“), с размери 300 лакти (около 150 m) дължина, 50 лакти (около 25 m) широчина и 30 лакти (около 15 m) височина, който Ной построява по поръчение и по указания на Бог, за да спаси от Потопа себе си, семейството си и избрани двойки от различните видове животни („според рода им“). Според Библията, „се раззинаха всички извори на голямата бездна, и окната небесни се отвориха“, като в продължение на 40 дни валяло непрестанно дъжд, а водата се издигала над земята в продължение на 150 дни, след което започнала постепенно да се оттегля. Световният потоп продължава една година и през това време загива всяко живо същество освен тези в „ковчега“ на Ной. Предполага се, че ковчегът на Ной засяда при върховете на планината Арарат. Тогава Ной пуска от своя кораб врана, а след 40 дена гълъб. След като гълъбът се връща на кораба с маслинова клонка в човката, Ной разбира, че земята вече е започнала да изсъхва. Накрая Ной, семейството му и двойките животни, намиращи се в ковчега, излизат в света точно една година след започването на потопа и дават неговото ново начало.

## Устройство на Ноевия ковчег
Освен размерите на ковчега, в Библията е упоменато само разделението му на 3 етажа и на отделни помещения, в които да бъдат настанени избраните животни и храната за тях. Някои критици считат, че не е възможно такъв голям дървен кораб да издържи на вълните, които биха го пречупили, поради натиска от различни ъгли. За пример се дава шхуната „Уайоминг“ – голям дървен кораб, с дължина около 100 m, построен през 1909 г., който не издържа на напрежението на вълните и корабокрушира по време на буря през 1924 г. 
Въпреки това в древността са били строени големи дървени кораби. Изучавайки техниките на строене на кораби от древността, различни изследователи са се опитвали да обяснят как е изглеждал Ноевият ковчег. Едно от най-големите проучвания на характеристиките на различни възможни модели на Ноевия ковчег е изследването проведено през 1993 г. от екип от изследователи от Корейския изследователски институт за кораби и корабно инженерство (KRISO) ръководено от д-р Сеок Хонг. Изследването е обхванало 12 корпуса на кораби с различни пропорции, за да покаже кой вариант е най-практичен. В хода на изследването се стига до заключението, че пропорциите на описания в Библията плавателен съд са внимателно балансирани, за да може корабът да притежава необходимата здравина и комфорт при плаване, като съвсем лека промяна на пропорциите от това, което е посочено в Библията, би довело до нестабилност на кораба или до неговото прекършване. Също изследователският екип стига до заключението, че корабът е можел да издържи на вълни с височина до 30 m.
Доколкото един неуправляем кораб лесно би се преобърнал при силен вятър и големи вълни, изследователи считат, че корабът е имал конструкция, подобна на много древни кораби, при които, посредством дървено платно на кърмата, корабът, подобно на ветропоказател се насочва по посоката на вятъра.

## Други
- „Ноев ковчег“ се нарича роман на Йордан Радичков от 1988 г.[1]